# ميانروبة (زلاغي الغربي)
میانروبة (بالفارسية: میانروبه) هي قرية تقع في إيران في قسم زلاغي الغربي الریفي.